# 上思槭
上思槭（学名：Acer shangszeense）为槭树科槭属下的一个种。

## 扩展阅读
- 維基物種上的相關：上思槭